# BMW 325
Der BMW 325 war ein Leichter Einheits-PKW der Wehrmacht, den die Bayerischen Motorenwerke von 1937 bis 1940 in ihrem Werk Eisenach herstellten. Leichte Einheits-PKWs wurden mit gleichem Fahrgestell und gleicher Karosserie auch von Stoewer in Stettin und bei der Hanomag in Hannover gefertigt, diese Firmen verwendeten aber Motoren eigener Produktion.
Der offene Kübelwagen hatte einen Radstand von 2400 mm und war mit einem Sechszylinder-Reihenmotor von 1971 cm³ Hubraum ausgerüstet. Der aus dem BMW 326 stammende Motor mit zwei Solex-Steigstromvergasern war auf Trockensumpfschmierung umgestellt und leistete 50 PS (37 kW) bei 3750 min−1. Der Wagen mit Allradantrieb besaß ein Fünfganggetriebe und drei Sperrdifferentiale. Alle Räder hatten Trommelbremsen mit Seilzugbetätigung.
Ursprünglich wurde der Wagen mit Allradlenkung gebaut, was den Wendekreisdurchmesser von 12,7 m auf 6,5 m nahezu halbierte. Die Allradlenkung wurde 1940, weil zu aufwendig, aufgegeben. Der Benzinverbrauch lag bei 17 l/100 km auf der Straße und 25 l/100 km im Gelände.
Wegen der hohen Komplexität waren die Wagen schwer und reparaturanfällig. Die meisten Fahrzeuge mussten während des Krieges gegen die Sowjetunion defekt aufgegeben werden.
In vier Jahren entstanden im BMW-Werk Eisenach 3225 Fahrzeuge, und zwar: 1937: 453 Stück, 1938: 945 Stück, 1939: 1093 Stück, 1940: 734 Stück. Die Fertigung bei BMW wurde 1940 eingestellt, und nur Stoewer baute die leichten Einheits-PKW noch bis 1944 als alleiniger Hersteller weiter.